# Sjøsanden
Sjøsanden es una playa de Noruega localizada en la localidad de Mandal, en el condado de Agder. Posee unos 800 metros de largo, y en varias ocasiones ha sido seleccionada como la mejor playa de Noruega. En ella, hay un sector iluminado, denominado "Bestemor". La playa se localiza específicamente en las coordenadas geográficas 58°01′13″N 07°26′57″E / 58.02028, 7.44917

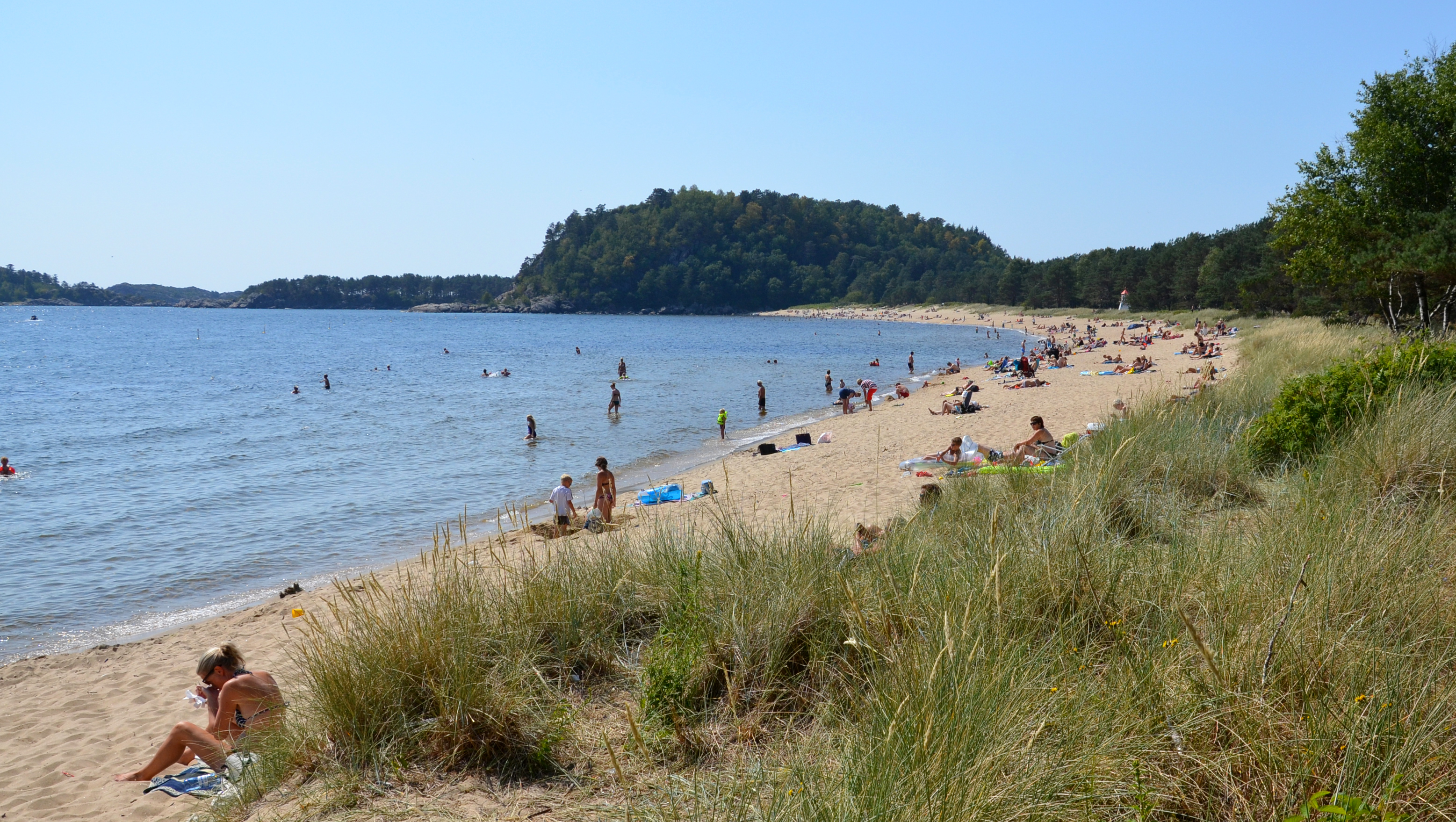
La playa Sjøsanden, un día caluroso de verano.